# Арафурське море
Арафу́рське мо́ре (англ. Arafura Sea) — окраїнне море на сході Індійського океану, між Австралією, островами Танімбар, Кай і Новою Гвінеєю. На сході сполучається Торесовою протокою з Кораловим морем, на заході межує з Тиморським, на північному заході з морем Серам і Банда. За однією з версій, топонім виник з Halefuru, що мовою галела означає «незаліснений край». За іншою версією, назва походить з малайського малай. alifura — «дикі, язичники» або малай. alfuren — «лісові люди». У всіх цих випадках назва спершу була найменуванням населення або місцевості, а потім була застосована для означення моря.
Площа 1 017 тисяч км² (1 290 х 560 км). Наймілкіше і найтепліше серед морів Індійського океану. Геологічна формація Сахул (англ. Sahul). Глибини пересічно 50—80 м, до 3 680 м на заході (западина Ару). Середня температура води від 25 до 28°C. Солоність 34—35‰. Припливи нерправильні, подобові (2,5—7,6 м).
В водах моря часто зароджуються тропічні тайфуни. Узбережжя малозаселене. Найбільша затока — Карпентарія. Великих гаваней немає, порт Уейпа ( Австралія). Коралові рифи. Розвинений вилов устриць та підводне рибальство.
Арафурське море досліджене мало. Є частиною так званого Австрало-Азійського Середземного моря.

## Межі
Арафурське море на сході межує з Кораловим морем (через Торресову протоку), на заході з морем Тимор, на північному заході з морями Банда і Серам. Довжина - 1 290 км, ширина - 560 км.
Міжнародною гідрографічною організацією затверджений наступний опис меж Арафурського моря:
На півночі. Південно-західна межа моря Серам [Лінія, проведена від мису Кароефа, Нова Гвінея, до крайньої південно-західної точки острова Ади, а потім до мису Танджонг Боранг, крайньої північної точки острова Ноехой Тджоет (Кай Бесар) (5°17′ пд. ш. 133°09′ сх. д. / 5.283° пд. ш. 133.150° сх. д.)] і східна межа моря Банда [лінія, проведена від мису Танджонг Боранг, крайньої північної точки острова Ноехой Тджет, через острів до його крайньої південної точки, потім вниз до крайньої північно-східної точки острова Фордата, далі крізь острів до північно-східної точки острова Ларат, Танимбарські острова (7°06′ пд. ш. 131°55′ сх. д. / 7.100° пд. ш. 131.917° сх. д.), потім вниз уздовж східного узбережжя острова Джамдена Ямдена] до його крайньої південної точки, далі крізь острів Анггармаса до крайньої північної точки острова Селарое і крізь острів до мису Танджонг Аро Оесое, його крайньої південної точки (8°21′ пд. ш. 130°45′ сх. д. / 8.350° пд. ш. 130.750° сх. д.)]
На сході. Південно-західний берег Нової Гвінеї від мису Кароефа (133°27'E) до гирла річки Бенсбак (141°01'E), потім вниз до крайньої північно-східної точки півострова Кейп-Йорк, Австралія (11°05′ пд. ш. 142°03′ сх. д. / 11.083° пд. ш. 142.050° сх. д.).
На півдні. Уздовж північного узбережжя Австралії від крайньої північно-західної точки півострову Кейп-Йорк до мису Кейп-Дон (11°19′ пд. ш. 131°46′ сх. д. / 11.317° пд. ш. 131.767° сх. д.).
На заході. Лінія, проведена від мису Кейп-Дон до мису Танджонг Аро Оесое, крайньої південної точки острова Селарое (Танимбарські острови).

## Рельєф дна
Арафурське море значною мірою покриває велику мілководу банку, названу Крюммелем (1897) Арафурським шельфом, що відноситься до східної частини шельфу Сахул. Арафурський шельф відділяється від зовнішньої дуги островів Банда глибоководною западиною Ару (3650 м). Западина Ару майже в точності повторює напрям дуги островів Банда. Вона входить в зону западин, що простягнулася від моря Серам через западину Тимор до жолоба Ява в Індійському океані. Западина Ару має круті краї, плоске дно і закінчується обривом поблизу острова Нова Гвінея. У південно-західному напрямі, приблизно до 130° сх. д., западина Ару звужується і глибини зменшуються (ширина близько 40 км, глибина близько 1600 м). Потім вона розширюється і переходить в западину Тимор. Западина Ару на глибинах більше 3000 м займає площу 11 тис. км².
Глибина Арафурського шельфу зазвичай коливається в межах 50-80 м. Найглибоководніші ділянки знаходяться біля краю Арафурського шельфу, де з глибини 600 м круто піднімаються коралові рифи. На шельфі розташовані острови Ару. П'ять більших островів цієї групи відділяються один від одного вузькими протоками з глибинами, більшими, ніж на навколишньому шельфі. Незначне підняття уздовж хребта Мерауке простягнулося від островів Ару на південний схід уздовж південного берега острова Нова Гвінея у напрямку до півострова Кейп-Йорк.

## Клімат
Північна акваторія моря лежить екваторіальному, а центральна й південна — в субекваторіальному кліматичному поясі. Взимку переважають екваторіальні повітряні маси, влітку — тропічні. Сезонні амплітуди температури повітря незначні. У літньо-осінній період часто формуються тропічні циклони, зволоження достатнє, окрім південного узбережжя (затока Карпентарія). Над північною частиною моря увесь рік панують екваторіальні повітряні маси. Клімат жаркий і вологий зі слабкими нестійкими вітрами. Сезонні амплітуди температури повітря часто менші за добові. Зволоження надмірне, часті зливи й грози.

## Гідрографія
Температура поверхневого шару Арафурського моря досягає максимуму в грудні-лютому (28,4° С) і мінімуму в червні-серпні (26,1° С). Літом південної півкулі в районі Арафурського моря між 4 і 10° півд. ш. вітри дмуть з північного заходу-заходу (північно-західний мусон) з силою 1,5-4,4 бали. На деякій відстані від узбережжя Австралії вітер має північно-північно-західний напрям (1,5-2,4 бали). Взимку південно-східні мусони дмуть з однаковою силою (1,5-2,4 бали) над усією акваторією Арафурського моря. Для тих же періодів атмосферний тиск відповідно дорівнює 756,5-756 мм рт. ст. (з півночі на південь) і 757,5-759 мм рт. ст. (з півночі на південь).

## Течії і припливи
Поверхневі течії в Арафурському морі на північ від 8° півд. ш. мають нерегулярний і зазвичай нестійкий напрям. На південь від цієї широти зимою південної півкулі течії мають переважно західний напрям і швидкість 10-20 миль/добу. Влітку у течій немає генерального напряму; у південно-західній і південно-східній частинах Арафурського моря течії спрямовані за його межі, відповідно в Індійський океан і Коралове море. Третя система течій спрямована проти годинникової стрілки навколо точки 10° півд. ш., 136° сх. д.
Швидкість течій не перевищує 10 миль/добу. Величина сизигійних припливів в Арафурському морі досягає 4,5 м біля берегів острова Нова Гвінея (середня величина поданим чотирьох станцій) і 2,5 м у острова Добо (острови Ару). Біля берегів острова Нова Гвінея зареєстрована максимальна швидкість припливної течії - 4,3 милі/добу. На деякій відстані від узбережжя Австралії зустрічаються припливні течії із швидкістю 5-10 миль/добу.

## Біологія
В акваторії моря виділяють наступні екорегіони центральної індо-тихоокеанської морської зоогеографічної провінції: на півночі власне Арафурське море, на півдні узбережжя Арнемленду й затоки Карпентарія. У зоогеографічному відношенні донна фауна континентального шельфу й острівних мілин до глибини 200 м відноситься до індо-західнопацифічної області тропічної зони.